# Precipitació fraccionada
La precipitació fraccionada o precipitació selectiva en la química és un mètode de separació en la qual dos o més ions en dissolució, tots ells són capaços de precipitar amb un reactiu comú, se separen mitjançant aquest reactiu; un ió precipita mentre que l'altre o els altres, amb propietats similars, romanen en dissolució. Per tant, la precipitació es pot fer de manera successiva i esglaonadament.
La condició principal per a una bona precipitació fraccionada és que hi hagi una diferència significativa en les solubilitats de les substàncies que s'hagin de separar. La clau d'aquesta tècnica és l'addició lenta (per exemple amb una bureta d'una dissolució concentrada del reactiu, que fa precipitar, a la dissolució on ha de produir-se la precipitació.
A partir dels productes de solubilitat és possible predir quin dels ions precipita primer i, si aquesta precipitació és completa, quan comença a precipitar el segon. Dit d'una altra manera, és possible deduir si es poden separar quantitativament dos ions per precipitació fraccionada.
Es parla de precipitació fraccionada quan han precipitat el 99,9% dels ions d'una espècie química abans que comenci a precipitar la següent.

## Exemple
Una dissolució és 0,1 M en ió clor (cl-) i 0,01 m en ió brom (br-), en afegir ió plata (ag+) a la dissolució precipitarà primer l'ió que menys ag+ necessiti per iniciar el procés, així, mitjançant càlculs i el coneixement de les reaccions que tindran lloc, es pot deduir que primer precipitarà el brom i després el clor.